# 李錞
李錞（1499年—16世纪？年），字伯和，順天府通州官籍浙江景寧縣人。

## 生平
治《易經》，嘉靖元年（1522年）壬午科順天府鄉試第一百二十三名舉人，年二十五歲中式嘉靖二年（1523年）癸未科會試第三百四十四名，第三甲第二百六名進士。授山東昌樂縣知縣，历官尚宝司司丞，二十二年正月升本司少卿，十二月升光禄寺少卿，二十四年三月以考察调任南京光禄寺少卿，二十五年四月升江西布政使司左参政，升按察使，二十九年正月考察閑住。

## 家族
曾祖李信，贈百户。祖父李貴，百户。伯父李琮，福建左布政使。父李璋，山西右布政使。前母齊氏，贈安人；母趙氏，封安人。具庆下。兄李汝欽，弘治十七年举人、贡士；李鉉，義官；李釴、李镗、李镇、弟李鉼。